# 상향 원순서 집합
순서론에서 상향 원순서 집합(上向原順序集合, 영어: upward-directed preordered set)은 임의의 유한 부분 집합에 상계가 존재하는 원순서 집합이다. 마찬가지로, 하향 원순서 집합(下向原順序集合, 영어: downward-directed preordered set)은 임의의 유한 부분 집합에 하계가 존재하는 원순서 집합이다.

## 정의
임의의 원순서 집합 {\displaystyle (X,\lesssim )}은 항상 다음과 같이 작은 범주로 여길 수 있다.
- 대상은 {\displaystyle X}의 원소이다.
- {\displaystyle x,y\in X}가 주어졌을 때, 만약 {\displaystyle x\lesssim y}라면 유일한 사상 {\displaystyle (x,y)\colon x\to y}가 존재하며, 아니라면 그 사이에 사상이 존재하지 않는다.
- {\displaystyle x\in X}의 항등 사상은 {\displaystyle (x,x)}이다.
- 사상의 합성은 {\displaystyle (y,z)\circ (x,y)=(x,z)}이다.

원순서 집합 {\displaystyle (X,\lesssim )}에 대하여 다음 두 조건이 서로 동치이며, 이를 만족시키는 원순서 집합을 상향 원순서 집합(上向原順序集合, 영어: upward-directed preordered set)이라고 한다.
- 작은 범주로 여겼을 때, 여과 범주를 이룬다.
- 임의의 유한 부분 집합 {\displaystyle \{x_{1},x_{2},\dots ,x_{n}\}\subseteq X}, {\displaystyle n\in \mathbb {N} }은 상계를 갖는다. 즉,
  - ({\displaystyle n=0}인 경우) 공집합이 아니다.
  - ({\displaystyle n=2}인 경우) 임의의 두 원소 {\displaystyle x_{1},x_{2}\in X}에 대하여, {\displaystyle x_{1}\lesssim y}이자 {\displaystyle x_{2}\lesssim y}인 {\displaystyle y\in X}가 적어도 하나 이상 존재한다.

둘째 조건에서, {\displaystyle n=1}인 경우는 자명하게 참이며, {\displaystyle n\geq 3}인 경우는 {\displaystyle n=2}인 경우를 재귀적으로 적용하여 유도된다.
마찬가지로, 원순서 집합 {\displaystyle (X,\lesssim )}에 대하여 다음 두 조건이 서로 동치이며, 이를 만족시키는 원순서 집합을 하향 원순서 집합(下向原順序集合, 영어: downward-directed preordered set)이라고 한다.
- 작은 범주로 여겼을 때, 여과 범주의 반대 범주를 이룬다.
- 임의의 유한 부분 집합 {\displaystyle \{x_{1},x_{2},\dots ,x_{n}\}\subseteq X}, {\displaystyle n\in \mathbb {N} }은 하계를 갖는다. 즉,
  - ({\displaystyle n=0}인 경우) 공집합이 아니다.
  - ({\displaystyle n=2}인 경우) 임의의 두 원소 {\displaystyle x_{1},x_{2}\in X}에 대하여, {\displaystyle y\lesssim x_{1}}이자 {\displaystyle y\lesssim x_{2}}인 {\displaystyle y\in X}가 적어도 하나 이상 존재한다.

흔히, 상향 원순서 집합은 단순히 "유향 집합"(有向集合, 영어: directed set)으로 불린다.
원순서 집합의 부분 집합 가운데 하향 원순서 집합을 이루는 것을 필터 기저(영어: filter base)라고 하며, 그 상폐포는 필터를 이룬다. 마찬가지로, 원순서 집합의 부분 집합 가운데 상향 원순서 집합을 이루는 것을 순서 아이디얼 기저(영어: ordered ideal base)라고 하며, 그 하폐포는 순서 아이디얼을 이룬다.

### 유향 극한
임의의 범주 {\displaystyle {\mathcal {C}}} 속의 상향 그림(上向-, 영어: directed diagram)은 정의역이 상향 원순서 집합 {\displaystyle (I,\lesssim )}인 함자 {\displaystyle I\to {\mathcal {C}}}이다. 상향 그림의 극한을 상향 극한(영어: upward-directed limit)이라고 한다.
임의의 범주 {\displaystyle {\mathcal {C}}} 속의 하향 그림(下向-, 영어: directed diagram)은 정의역이 하향 원순서 집합 {\displaystyle (I,\lesssim )}인 함자 {\displaystyle I\to {\mathcal {C}}}이다. 상향 그림의 쌍대 극한을 하향 쌍대 극한(영어: downward-directed colimit)이라고 한다.

## 성질
원순서 집합 {\displaystyle (X,\lesssim _{X})} 위의 상향 부분 집합들의 집합 위에는 다음과 같은 원순서가 주어진다.
{\displaystyle B\lesssim B'\iff \forall b\in B\exists b'\in B'\colon b'\lesssim _{X}b}
{\displaystyle B\lesssim B'}일 경우 {\displaystyle B'}이 {\displaystyle B}보다 더 섬세하다(영어: finer)고 한다. 두 상향 부분 집합 {\displaystyle B}, {\displaystyle B'}이 같은 필터를 생성하는 것은 {\displaystyle B\lesssim B'}이자 {\displaystyle B'\lesssim B}인 것과 동치이다.
마찬가지로, 원순서 집합 {\displaystyle (X,\lesssim _{X})} 위의 하향 부분 집합들의 집합 위에는 다음과 같은 원순서가 주어진다.
{\displaystyle B\lesssim B'\iff \forall b\in B\exists b'\in B'\colon b\lesssim _{X}b'}
두 하향 부분 집합 {\displaystyle B}, {\displaystyle B'}이 같은 순서 아이디얼을 생성하는 것은 {\displaystyle B\lesssim B'}이자 {\displaystyle B'\lesssim B}인 것과 동치이다.

## 참고 문헌
- J. L. Kelley (1955), General Topology.
- Gierz, Hofmann, Keimel, et al. (2003), Continuous Lattices and Domains, Cambridge University Press. ISBN 0-521-80338-1.